# Bilderbergconferentie 1979

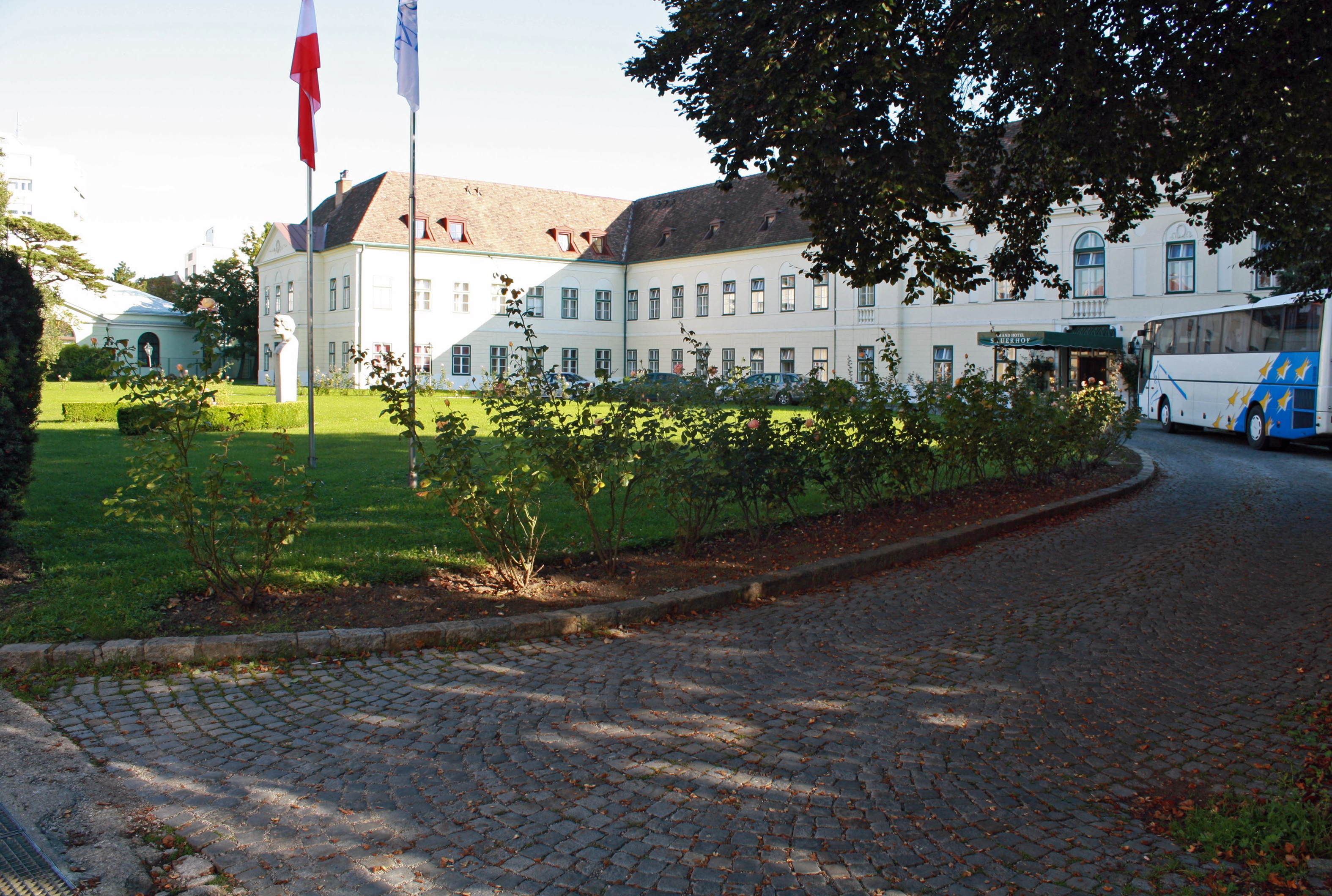
Grand Hotel Sauerhof

De Bilderbergconferentie van 1979 werd gehouden van 27 t/m 29 april 1979 in het Grand Hotel Sauerhof in Baden bei Wien, Oostenrijk. Vermeld zijn de officiële agenda indien bekend, alsmede namen van deelnemers indien bekend. Achter de naam van de opgenomen deelnemers staat de hoofdfunctie die ze op het moment van uitnodiging uitoefenden.

## Agenda
- The present international monetary situation and its consequences for world economic cooperation (De huidige internationale monetaire situatie en de consequenties voor de wereldeconomische samenwerking)
  - The Bretton Woods System and the Role of the Dollar (Het Bretton Wood Systeem en de rol van de Dollar)
  - Exchange Rates: Fixed or Floating? (wisselkoersen: vast of variabel?)
  - "Stateless Currency" and the Euromarkets ("Staatloze valuta" en de Euromarkt)
  - The European Monetary System (Het Europese monetaire systeem)
  - What Future for the I.M.F.? (Welke toekomst voor het I.M.F.)
  - Multilateral Cooperation and Harmonization (multilaterale samenwerking en harmonisering)
  - Monetary Implications of the Oil Situation (Monetaire implicaties van de oliesituatie)
- The implications of instability in the Middle East and Africa for the Western world. (De implicatie van de instabiliteit in het Midden-Oosten en Afrika voor de Westerse wereld)
  - The Iranian Revolution (De Iraanse Revolutie)
  - The Arab-Israeli Conflict (het Arabisch-Israëlisch conflict)
  - Turkey: Again the Sick Man (Turkije: weer de "Zieke Man")
  - The Oil Imbroglio (Het Olie Imbroglio)
  - Islam, the Third World, and the West (Islam, de Derde Wereld en het Westen)
  - Security Considerations (Veiligheidsoverwegingen)
  - The Republic of South Africa and Namibia (De Republiek Zuid-Afrika en Namibië)
  - Rhodesia-Zimbabwe (Rhodesië-Zimbabwe)
- Economic Considerations (Economische overwegingen)
- Other current issues bearing on European-American relations (Andere huidige zaken die van toepassing zijn op de Europese-Amerikaanse relatie)
  - Relations with the Communist Powers (Relatie met de Communistische machten)
  - "The German Question" (De Duitse vraag)
  - The Austrian Example (Het Oostenrijkse voorbeeld)
  - Transatlantic Moods and Attitudes (Trans-Atlantische stemming en houding)

## Deelnemers
- Nederland - Prinses Beatrix, kroonprinses der Nederlanden
- Nederland - Ernst van der Beugel, Nederlands emeritus hoogleraar Internationale Betrekkingen RU Leiden, secretaris conferentie
- Verenigd Koninkrijk - Lord Home of the Hirsel, K. T., conferentievoorzitter
- Verenigde Staten - William P. Bundy, secretaris conferentie
- Italië - Agnelli, Giovanni industrieel en een van de grondleggers van FIAT.
- Oostenrijk - Androsch, Hannes , Vicekanselier
- Oostenrijk - Apfalter, Herlbert
- Verenigd Koninkrijk - Avon, The Earl of
- Verenigde Staten - Ball, George W., advocaat
- Italië - Barattieri, Vittorio
- Verenigd Koninkrijk - Bennett, Sir Frederic , parlementslid
- Verenigd Koninkrijk - Bertram, Christoph, redacteur
- Frankrijk - Beullac, Christian
- Turkije - Beyazit, Selahattin , zakenman, voorzitter van voetbalclub Galatasaray SK
- Duitsland - Breuel, Birgit , handelsvrouw, CDU parlementslid
- Oostenrijk - Broesigke, Tassilo
- Verenigde Staten - Brown, L. Dean
- Griekenland - Carras, Costa, industrieel
- Verenigde Staten - Chafee, John H. , senator
- Denemarken - Christophersen, Henning, partijleider van Venstre
- Italië - Cittadini Cesi, Il Marchese
- Portugal - Constancio, Vitor M. R., econoom en politicus
- Oostenrijk - Dallinger, Alfred
- Nederland - Duisenberg, Willem F., Minister van Financiën
- Verenigde Staten - Eliot, Theodore L., Jr. , ambassadeur
- Frankrijk - Esambert, Bernard
- Verenigde Staten - Finney, Paul B.
- Oostenrijk - Fischer, Heinz - parlementslid
- Verenigde Staten - Foltz, William J.
- Verenigde Staten - Fredericks, Wayne J.
- Zwitserland - Gerber, Fritz
- Noorwegen - Getz Wold, Knut
- Nederland - Halberstadt, Victor
- Verenigde Staten - Hartman, Arthur A.
- Duitsland - Haussmann, Helmut, parlementslid
- Verenigde Staten - Heinz, Henry J., II , H.J. Heinz Company
- Duitsland - Herrhausen, Alfred, bankier
- Oostenrijk - Igler, Hans
- België - Janssen, Daniel E.
- Verenigde Staten - Jordan, Vernon E., Jr.
- Zwitserland - Kind, Christian
- Nederland - Kohnstamm, Max , historicus en diplomaat
- Oostenrijk - Kreisky, Bruno , Bondskanselier
- België - Lambert, Baron , directeur van Bank Lambert
- Oostenrijk - Lanc, Erwin
- Oostenrijk - Leibenfrost, Franz J.
- Nederland - Lennep, Jhr. Emile van , Thesaurier-generaal
- Verenigde Staten - Levy, Walter J.
- Verenigd Koninkrijk - Lewis, Bernard, historicus, oriëntalist en politiek commentator
- Verenigde Staten - Lewis, Flora
- Zweden - Lundvall, D. Bjorn H.
- Nederland - Luns, Joseph M.A.H. , Secretaris-generaal van de NAVO
- Canada - Macdonald, Donald S.
- Verenigd Koninkrijk - Macmillan, Maurice, oud-premier
- Verenigde Staten - McGiffert, David E.
- Frankrijk - Monod, M. Jerome
- Frankrijk - Montbrial, Thierry de
- Nederland - Nelissen, Roelof J., oud-Minister van Financiën
- Canada - Neufeld, Edward P.
- Verenigde Staten - Newsom, David D.
- Denemarken - Norlund, Niels
- Oostenrijk - Pahr, Willibald
- Frankrijk - Pitti-Ferrandi, Robert
- Oostenrijk - Portisch, Hugo
- Oostenrijk - Prinzhorn, Thomas
- Canada - Rastoul, Jacques
- Verenigde Staten - Rockefeller, David, bankier en filantroop
- Duitsland - Rohwedder, Detlev, Manager Treuhandanstalt
- Verenigd Koninkrijk - Roll of Ipsden, Lord
- Spanje - Romero-Maura, Joaquin
- Verenigde Staten - Roosa, Robert V.
- Canada - Savory, Roger M.
- Frankrijk - Seilliere, Ernest A. , literair en filosofisch historicus en essayist
- Verenigd Koninkrijk - Shackleton, Lord
- Verenigde Staten - Sheinkman, Jacob , President, Amalgamated Clothing and Textile Workers
- Italië - Silvestri, Stefano
- België - Simonet, Henry F.
- Duitsland - Sommer, Theo , hoofdredacteur Die Zeit
- Verenigd Koninkrijk - Steel, Sir David
- Noorwegen - Steen, Reiulf , partijleider van Det Norske Arbeiderpartiet
- Oostenrijk - Steiner, Ludwig
- Oostenrijk - Taus, Josef, partijleider Oostenrijkse Volkspartij
- Verenigde Staten - Taylor, Arthur R.
- Luxemburg - Thorn, Gaston, premier
- Noorwegen - Tidemand, Otto G.
- Oostenrijk - Treichl, Heinrich
- Italië - Tufarelli, Nicola
- Zweden - Ullsten, Ola,  leider van de Folkpartiet liberalerna
- Zwitserland - Umbricht, Victor H.
- Oostenrijk - Vranitzky, Franz , politicus
- Zweden - Wallenberg, Marcus , bankier uit de Wallenbergfamilie
- Verenigde Staten - Williams, Franklin H.
- Verenigde Staten - Williams, Joseph H.
- Zweden - Wohlin, Lars
- Duitsland - Wolff von Amerongen, Otto , bestuursvoorzitter Otto Wolff A.G
- België - Ypersele de Strihou, Jacques van, voorzitter van het Monetair Comité van de Europese Unie
- Duitsland - Schoser, Franz Fed. Rep. van Duitsland, observateur
- Oostenrijk - Schwarzenberg, Erbprinz Karl Austria, observateur
- Oostenrijk - Zimmer-Lehmann, George Austria, observateur
- Oostenrijk - Cordt, Herbert Austria, toehoorder
- Verenigde Staten - Getchell, Charles U.S.A., toehoorder
- Oostenrijk - Heine-Geldern, Thomas Austria, toehoorder

1954 ·
1955 (1) ·
1955 (2) ·
1956 ·
1957 (1) ·
1957 (2) ·
1958 ·
1959 ·
1960 ·
1961 ·
1962 ·
1963 ·
1964 ·
1965 ·
1966 ·
1967 ·
1968 ·
1969 ·
1970 ·
1971 ·
1972 ·
1973 ·
1974 ·
1975 ·
(1976) ·
1977 ·
1978 ·
1979 ·
1980 ·
1981 ·
1982 ·
1983 ·
1984 ·
1985 ·
1986 ·
1987 ·
1988 ·
1989 ·
1990 ·
1991 ·
1992 ·
1993 ·
1994 ·
1995 ·
1996 ·
1997 ·
1998 ·
1999 ·
2000 ·
2001 ·
2002 ·
2003 ·
2004 ·
2005 ·
2006 ·
2007 ·
2008 ·
2009 ·
2010 ·
2011 ·
2012 ·
2013 ·
2014 ·
2015 ·
2016 ·
2017 ·
2018 ·
2019 ·
2020 ·
2021 ·
2022 ·
2023